# Françoise Tétard
Françoise Tétard, née le 1er avril 1953 à Boulogne-sur-Mer (Pas-de-Calais) et morte le 29 septembre 2010 à Paris, est une historienne française spécialisée dans l'histoire de la jeunesse et de l'éducation populaire du XXe siècle.

## Biographie
Née d'une mère institutrice et d'un père comptable, Françoise Tétard entreprend des études d'histoire à l'université d'Amiens après l'obtention d'un baccalauréat scientifique. En parallèle, elle travaille dans l'animation socio-culturelle comme animatrice, puis instructrice dans les centres d'entraînement aux méthodes d'éducation active.
En 1975, elle entre comme contractuelle au centre de recherches interdisciplinaires de Vaucresson, où elle publie ses premiers articles sur les « jeunesses irrégulières ». Françoise Tétard devient ingénieur d'études du CNRS en 1979. Elle poursuit son parcours d'historienne en soutenant son DEA en 1982 à l'université Paris VII sous la direction de Michelle Perrot, intitulé Recherche exploratoire pour une histoire de la jeunesse (1930-1965). Françoise Tétard suit notamment les séminaires de Philippe Ariès et de Françoise Zonabend, qui explorent respectivement l'histoire de l'enfance et l'histoire de la famille.
Elle intègre le centre d'histoire sociale du XXe siècle en 1995, au moment de la fermeture du centre de Vaucresson.
Françoise Tétard a été membre du Parti communiste français.

## Travaux de recherche
Françoise Tétard travaille sur plusieurs axes de recherche, tous consacrés à l'histoire de la jeunesse. Une partie de ses travaux abordent les « enfances irrégulières » ainsi que leurs institutions : ses publications portent alors sur les blousons noirs, les « arab' boys » ainsi qu'à l'éducation surveillée. L'histoire des politiques publiques à destination des jeunes devient un autre objet d'étude, l'historienne retraçant l'intervention de l'État dans ce domaine, du régime de Vichy jusqu'à la création du ministère du Temps libre sous la présidence de François Mitterrand. La troisième approche de Françoise Tétard porte sur des études monographiques d'associations et de mouvements d'éducation populaire, comme Culture et Liberté, l'Union française des centres de vacances et de loisirs ou encore la Fédération française des éclaireuses.
L'autre partie importante du travail de Françoise Tétard concerne la recherche et la conservation des archives des mouvements d'éducation populaire. Souhaitant se détacher d'une « histoire-mémoire » caractérisant alors l'histoire de l'éducation populaire, elle entreprend une démarche active de collectes d'archives des associations. Elle est à l'origine de la création du Conservatoire national des archives et de l'histoire de l'éducation surveillée (CNAHES) en 1994, ainsi que du Pôle de conservation des archives des associations de jeunesse et d'éducation populaire (PAJEP) en 2000, associant des chercheurs, des archivistes ainsi que des militants associatifs.
Les travaux de Françoise Tétard ont toutefois souffert d'un manque de reconnaissance de la part de ses pairs, payant « le prix de sa marginalité institutionnelle [...] et du désintérêt des historiens pour les questions éducatives. »

## Publications

### Ouvrages
- Françoise Tétard, Denise Barriolade, Valérie Brousselle et Jean-Paul Egret (dir.), Cadres de jeunesse et d’éducation populaire 1918-1971, Paris, La Documentation française, 2010, 330 p. (ISBN 978-2-11-006173-7)
- Françoise Tétard et Claire Dumas, Filles de justice : du Bon-Pasteur à l'Éducation surveillée (XIXe – XXe siècle), Paris, Beauchesne, 2009, 483 p. (ISBN 978-2-7010-1538-5)
- Danielle Tartakowsky et Françoise Tétard, Syndicats et associations : concurrence ou complémentarité ?, Rennes, Presses universitaires de Rennes, coll. « Histoire », 2006, 481 p. (ISBN 2-7535-0274-9)
- Vincent Peyre et Françoise Tétard, Des éducateurs dans la rue : histoire de la prévention spécialisée, Paris, La Découverte, coll. « Alternatives sociales », 2006, 272 p. (ISBN 2-7071-4550-5)
- Mathias Gardet, Vincent Peyre et Françoise Tétard (textes choisis et présentés), Elles ont épousé l'éducation spécialisée : éducatrices et femmes d'éducateurs il y a cinquante ans, Paris, L'Harmattan, coll. « Le travail du social », 1999, 224 p. (ISBN 2-7384-8238-4)

### Contributions dans des ouvrages collectifs
- Françoise Tétard, « Le soixante-huit des mouvements de jeunesse et d’éducation populaire. De l’occupation du FIAP à la création du CNAJEP », dans Geneviève Poujol (dir.), Éducation populaire : le tournant des années soixante-dix, Paris, L'Harmattan, 2000, 249 p. (ISBN 2-7475-0029-2), p. 27-58
- Françoise Tétard, « L’éducation populaire : l’histoire d’un rattachement manqué », dans Geneviève Poujol (dir.), L'éducation populaire au tournant des années soixante : État, mouvements, sciences sociales, Paris, Institut national de la jeunesse, coll. « Document de l'INJEP », 1993, 190 p., p. 153-172

### Articles de revue
- Françoise Tétard, « Vous avez dit éducation populaire ? Itinéraire chronologique », Agora Débats/Jeunesses, no 44,‎ 2007, p. 74-88
- Françoise Tétard, « De l’affaire Dreyfus à la guerre d’Algérie, un siècle d’éducation populaire. Entretien », Esprit, nos 3-4,‎ mars-avril 2002, p. 39-59

## Hommage
Le prix « Françoise Tétard » est créé en son hommage après son décès. Il récompense un travail de recherche de niveau master consacré à l'histoire de l'éducation populaire ou de l'éducation spécialisée. Il a été fondé par l'association pour l'histoire de la protection judiciaire des mineurs (AHPJM) et le conservatoire national des archives et de l'histoire de l'éducation spécialisée et de l'action sociale (CNAHES).